# 7シナーズ
『7シナーズ』（7 Sinners）は、ドイツのヘヴィメタルバンド、ハロウィンが2010年に発表したアルバム。

## 解説
オリコン週間ランキング18位にランクインした。
このアルバムはクリックを使用せず、ダニ・ルブレ自身のリズム感覚によるドラムから収録を始めている。収録曲である「Are You Metal?」というタイトルは、前作の25周年企画アコースティックアルバム「アンアームド」を聞いたファンに言われた言葉であるという。

## 収録曲
1. ホエア・ザ・シナーズ・ゴー - Where The Sinners Go
（M/L：Andi Deris）
2. アー・ユー・メタル？ - Are You Metal?
（M/L：Andi Deris）
3. フー・イズ・ミスター・マッドマン？ - Who Is Mr.Madman?
（M/L：Sascha Gerstner）
4. レイズ・ザ・ノイズ -  Raise The Noise
（M/L：Michael Weikath）
5. ワールド・オブ・ファンタジー - World Of Fantasy
（M/L：Markus Grosskopf）
6. ロング・リヴ・ザ・キング - Long Live The King
（M/L：Andi Deris）
7. ザ・スマイル・オブ・ザ・サン - The Smile Of The Sun
（M/L：Andi Deris）
8. ユー・ステューピッド・マンカインド - You Stupid Mankind
（M/L：Sascha Gerstner）
9. イフ・ア・アマウンテン・クッド・トーク - If A Mountain Could Talk
（M/L：Markus Grosskopf）
10. ザ・セイジ、ザ・フール、ザ・シナー - The Sage The Fool The Sinner
（M/L：Michael Weikath）
11. マイ・サクリファイス - My Sacrifice
（M/L：Sascha Gerstner）
12. ノット・イエット・トゥデイ - Not Yet Today
（M/L：Andi Deris）
13. ファー・イン・ザ・フューチャー - Far In The Future
（M/L：Andi Deris）

### ボーナス・トラック
1. ファスター・ウィ・フォール - Faster We Fall ※
（M/L：Markus Grosskopf）

※日本盤ボーナストラック

## 参加ミュージシャン
- アンディ・デリス - vocals
- マイケル・ヴァイカート - guitar
- サシャ・ゲルストナー - guitar
- マーカス・グロスコフ - bass
- ダニ・ルブレ - drums